# بين تاكر
بين تاكر (بالإنجليزية: Ben Tucker)‏ هو عازف جاز أمريكي، ولد في 13 ديسمبر 1930 في ناشفيل في الولايات المتحدة، وتوفي في 13 يونيو 2013 في Hutchinson Island (Georgia) ‏ في الولايات المتحدة بسبب حادث مرور.

## وصلات خارجية
- بين تاكر على موقع IMDb (الإنجليزية)
- بين تاكر على موقع ميوزك برينز (الإنجليزية)
- بين تاكر على موقع أول ميوزيك (الإنجليزية)
- بين تاكر على موقع ديسكوغز (الإنجليزية)